# Ожиљак (филм)
Ожиљак је југословенски ТВ филм из 1969. године. Режирао га је Даниел Марушић а сценарио је написао Федор Видаш.

## Улоге
| Глумац             | Улога |
| ------------------ | ----- |
| Златко Црнковић    |       |
| Вања Драх          |       |
| Мато Грковић       |       |
| Љубица Јовић       |       |
| Ана Карић          |       |
| Драган Миливојевић |       |
| Фабијан Шоваговић  |       |